# Alocobisium malaccense
Alocobisium malaccense är en spindeldjursart som beskrevs av Beier 1952. Alocobisium malaccense ingår i släktet Alocobisium och familjen spinnklokrypare. Inga underarter finns listade i Catalogue of Life.